# Michael Binder (Saxophonist)
Michael Binder (* 1988) ist ein deutscher Jazzmusiker (Altsaxophon, Sopransaxophon, Komposition).

## Leben und Wirken
Binder wuchs in Straubing auf, wo er seit dem zehnten Lebensjahr in der Kreismusikschule Straubing-Bogen von Thomas Schöfer auf dem Saxophon unterrichtet wurde. Von 1993 bis 2002 erhielt er dort zudem eine klassische Ausbildung am Klavier, seit 2003 Jazzpiano-Unterricht bei Norbert Ziegler am musischen Zweig des Anton-Bruckner-Gymnasiums Straubing. Er spielte in Bands wie z. B. Kompakt, den Bodaman’s Friends, dem Quintett Blindflug (u. a. mit Simon Seidl) und der Big Band des Anton-Bruckner-Gymnasiums. Seit 2005 gehörte er zum Landesjugendjazzorchester Bayern unter der Leitung von Harald Rüschenbaum. Er studierte an der Hochschule für Musik Nürnberg Jazz-Saxophon und erhielt dort seinen musikpädagogisches Diplom; nach einem künstlerischen Aufbaujahr absolvierte er dort den Masterstudiengang bei                                                                                                                                   Klaus Graf, Steffen Schorn und Hubert Winter.
Binder wurde dann Mitglied in verschiedenen Ensembles, wie dem Saxophonquintett „Quintumvirat“, dem Groove Legend Orchestra und dem Bamesreiter Schwartz Orchestra. Er spielte mit Don Menza, Dusko Goykovich sowie Paulo Cardoso. Tourneen mit seinem Sextett und als Sideman führten ihn quer durch Europa. Er leitete eigene Bands wie das „Michael Binder Quartett“ und das Trio Mangàrt (mit Bassist Peter Christof und Schlagzeuger Florian Fischer). Mountains and Molehills, das Debütalbum des Trios Mangàrt mit Eigenkompositionen von Binder, erschien 2021 bei Rosenau Records.

## Preise und Auszeichnungen
Als Jugendlicher gewann Binder zweimal den Jugend-Förderpreis der Sparkasse Straubing-Bogen. 2004 sowie 2006 wurde er Preisträger beim  Landeswettbewerb Jugend jazzt und 2007 beim Bundeswettbewerb „Jugend jazzt“ mit seiner Band „Blindflug“ ausgezeichnet. Im selben Jahr erhielt er den Kulturförderpreis der Stadt Straubing. 2013 war er Gewinner im Bruno-Rother-Jazzwettbewerb des Rotary Clubs Nürnberg-Fürth; 2018 wurde er als Mitglied des BamesreiterSchwartzOrchestra mit dem Echo Jazz in der Kategorie „Newcomer“ geehrt.